# Ладес
Ла́дес (Ладе; устар. Ладенское; латыш. Lādes ezers, Nabes ezers) — эвтрофное озеро в Латвии. Располагается на территории Лимбажской волости в южной части Лимбажского края. Относится к водосборно бассейна реки Витрупе. Входит в состав озёрной группы Лимбажу.
Озеро Ладес имеет овалообразную форму с выдающимся на север клиновидным заливом, вытянуто в субмеридиональном направлении. Находится на высоте 47,4 м над уровнем моря, на Метсепольской равнине Среднелатвийской низменности. Площадь озера составляет 2,46 км² (по другим данным — 2,72 км²), длина — 3,3 км, максимальная ширина — 1,9 км. Наибольшая глубина — более 8 м, средняя глубина — 5 м. Площадь водосборного бассейна — 25,2 км². Сток идёт из юго-западной оконечности озера на северо-запад в озеро Скуяс.